# 제1세대 여성주의

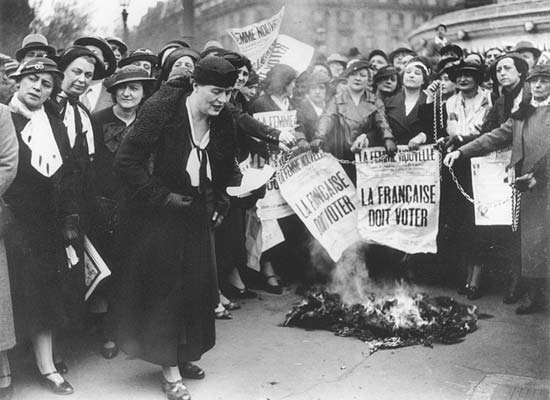
1935년 루이 바이스는 다른 파리의 참정권 인사들과 함께 사망했다. 신문 헤드라인에는 번역본으로 "프랑스 여성은 투표해야 한다"라고 쓰여 있다.

제1파/제1물결 여성주의(第一波 女性主義, 영어: first-wave feminism) 또는 제1세대 여성주의(第一世代 女性主義)는 19세기 말에서 20세기 초에 이르기까지 서양을 중심으로 전개된 여성주의 운동이다.
참정권 투쟁에 집중한 자유주의 여성주의가 대표적인 사조이나, 사회주의적 여성주의 등 다른 노선을 가진 개인, 단체, 이론 등도 존재했으며, 제2세대 여성주의의 대표적 사조인 급진 여성주의적 성격을 띤 흐름마저 존재했을 정도로 다양한 면모를 지녔다. 전망이나 목적에서 이들은 전혀 통일성이 없었고, 하나의 단일한 집단을 이루지 않았다.

## 인물
- 조세핀 버틀러
- 에멀린 팽크허스트
- 샬럿 퍼킨스 길먼
- 엠마 골드만

## 같이 보기
- 여성주의의 역사
- 자유주의 여성주의